# Eichelburg (Roth)
Eichelburg ist ein Gemeindeteil der Kreisstadt Roth im Landkreis Roth (Mittelfranken, Bayern). Eichelburg liegt in der Gemarkung Birkach.

## Geographie
Das Dorf liegt im Nordosten des Fränkischen Seenlandes, etwa zwei Kilometer nordwestlich des Rothsees an einem Berg, etwa sechs Kilometer von Roth entfernt. Es ist die höchstgelegene Ortschaft der Gemeinde Roth. Eine Gemeindeverbindungsstraße führt nach Heubühl (1,2 km östlich) bzw. zur Staatsstraße 2237 (2 km westlich). Eine weitere Gemeindeverbindungsstraße führt nach Eckersmühlen zur Staatsstraße 2220 (3 km südwestlich).

## Geschichte
Erstmals erwähnt wurde der Ort im Jahr 1361/64. 1632 wurde die westlich von Eichelburg gelegene Burg Wartstein durch von Johann T’Serclaes von Tilly geführte Truppen zerstört. 1717 wurde eine Kapelle erwähnt, die jedoch später zerstört wurde. 1854 wurde eine neue Kapelle errichtet, 1997 wurde sie renoviert.
Gegen Ende des 18. Jahrhunderts gab es in Eichelburg neun Anwesen und ein Gemeindehirtenhaus. Das Hochgericht und die Grundherrschaft übte das pfalz-neuburgische Landrichteramt Allersberg aus. Das Niedergericht und die Dorf- und Gemeindeherrschaft standen dem brandenburg-ansbachischen Oberamt Roth zu. Es gab zu dieser Zeit neun Untertansfamilien. Von 1797 bis 1808 unterstand der Ort dem Justiz- und Kammeramt Roth.
Im Rahmen des Gemeindeedikts (frühes 19. Jahrhundert) wurde Eichelburg dem Steuerdistrikt Guggenmühle und der Ruralgemeinde Birkach zugewiesen. Am 1. Januar 1975 wurde Eichelburg im Zuge der Gebietsreform in Bayern nach Roth eingemeindet.
Es gibt einen Dorfladen und ein reges Vereinsleben. Am dritten Juli-Wochenende wird die Kirchweih gefeiert.
Durch die Nähe zum Rothsee ist neben der Landwirtschaft der Tourismus ein bedeutender Wirtschaftsfaktor.

### Baudenkmäler
In Eichelberg gibt es sechs Baudenkmäler:
- Burgruine Wartstein
- Katholische Ortskapelle Heilige Dreifaltigkeit
- drei Grenzsteine
- Kreuzstein, das „Weiße Kreuz“

### Einwohnerentwicklung
| Jahr      | 001818 | 001836 | 001861 | 001871 | 001885 | 001900 | 001925 | 001950 | 001961 | 001970 | 001987 | 002014 | 002018 |
| Einwohner | 71     | 49     | 67     | 56     | 78     | 62     | 77     | 69     | 52     | 56     | 82     | 131    | 132    |
| Häuser    | 10     | 10     |        |        | 12     | 12     | 12     | 11     | 11     |        | 32     |        |        |
| Quelle    | [ 15 ] | [ 16 ] | [ 17 ] | [ 18 ] | [ 19 ] | [ 20 ] | [ 21 ] | [ 22 ] | [ 23 ] | [ 24 ] | [ 25 ] |        | [ 1 ]  |

## Religion
Eichelburg ist römisch-katholisch geprägt und bis heute nach Mariä Himmelfahrt (Allersberg) gepfarrt. Die Einwohner evangelisch-lutherischer Konfession sind nach Eckersmühlen gepfarrt.